# Christian Skolmen
Christian Skolmen, född 28 oktober 1970, är en norsk skådespelare.

## Biografi
Skolmen utbildade sig vid Statens Teaterhøgskole, med examensåret 1995. Skolmen är sedan 1995 verksam vid Nationaltheatret i Oslo.
Skolmen är son till skådespelaren Jon Skolmen och bror till programledaren Tine Skolmen. Han är morbror till programledaren Emilie Skolmen Kaafjeld. Sedan 2014 är han gift med fotomodellen och skådespelaren Isabel Skolmen.

## Filmografi (i urval)
- 1996 – Sofies värld
- 2006 – Hombres (TV-serie)
- 2008 – Ulvenatten
- 2017-2019 – Bäst före (TV-serie)
- 2019 – Jakten på det gyllene slottet
- 2022 – Folk och rövare i Kamomilla stad

## Utmärkelser
- 2010 – Heddaprisen för bästa manliga biroll.